# 知床村
知床村（しれとこむら）は、日本の領有下において樺太に存在した村（指定町村）。

## 概要
- 亜庭湾東岸に位置し中知床岬が存在する村である。
- 西側は亜庭湾に、東側はオホーツク海に面していた。
- 村内にはグローズヌイ岬があった。
- 白瀬矗を隊長とする南極探検隊に参加したことで有名な、樺太アイヌの山辺安之助は、この村の中にあるヤマベチ（弥満別）という集落の出である。

## 歴史
- 1915年（大正4年）6月26日 - 「樺太ノ郡町村編制ニ関スル件」（大正4年勅令第101号）の施行により、内知床村、外知床村が行政区画として発足。長浜郡に所属し、大泊支庁が管轄。
- 1923年（大正12年）4月1日 - 内知床村・外知床村が合併して知床村となる。
- 1932年（昭和7年）4月1日 - 他村に遅れて樺太町村制を施行し、二級町村となる。
- 1942年（昭和17年）11月 - 所属郡が大泊郡に、管轄支庁が豊原支庁にそれぞれ変更。
- 1943年（昭和18年）4月1日
  - 「樺太ニ施行スル法律ノ特例ニ関スル件」（大正9年勅令第124号）が廃止され、内地編入。
  - 指定町村となる。
- 1945年（昭和20年）8月22日 - ソビエト連邦により占拠される。
- 1949年（昭和24年）6月1日 - 国家行政組織法の施行のため法的に樺太庁が廃止。同日知床村廃止。

## 村内の地名
内知床村地域
| - 近泊（ちんどまり） - 白岩（しらいわ） - 赤岩（あかいわ） - 札塔（さっとう） - 満別（まんべつ） - 小満別（こまんべつ） | - 泊（とまり） - 弥満（やまん） - 小弥満（こやまん） - 弥満沢（やまんざわ） - 熊ノ沢（くまのさわ） |

外知床村地域
| - 皆別（みなべつ） - 幌遠（ほろとお） - 節句（せっく） - 乳根（ちちね） | - 保多（ほた） - 江瀬（えせ） - 千保（ちほ） - 美田炭山（みたたんざん） |

（）

## 地域

### 教育
以下の学校一覧は1945年（昭和20年）4月1日現在のもの。
- 樺太公立赤岩国民学校
- 樺太公立弥満国民学校
- 樺太公立弥満沢国民学校
- 樺太公立札塔国民学校
- 樺太公立美田国民学校
- 樺太公立乳根国民学校
- 樺太公立江瀬国民学校